# مانولو هييرو
مانولو هييرو (بالإسبانية: Manolo Hierro)‏ هو لاعب كرة قدم ومدرب كرة قدم إسباني في مركز الدفاع، ولد في 8 فبراير 1962 في بلش مالقة في إسبانيا. شارك مع منتخب إسبانيا تحت 21 سنة لكرة القدم ومنتخب إسبانيا تحت 23 سنة لكرة القدم. أما مع النوادي، فقد لعب مع ريال بلد الوليد وريال بيتيس ونادي برشلونة ونادي تينيريفي ونادي مالقا.